# بیتس
بیتس (به آلمانی: Bitz) یک شهر در آلمان است که در تسولرنالبکرایس واقع شده‌است. بیتس ۳٬۸۱۴ نفر جمعیت دارد.